# Fray’s River
Der Fray’s River (auch Frays River) ist ein Nebenarm des River Colne im London Borough of Hillingdon.
Der Fray’s River zweigt am Denham’s Deep Lock nordöstlich der Anschlussstelle 1 des M40 motorway vom River Colne ab und verläuft in südlicher Richtung östlich des Hauptarms. Er fließt durch Uxbridge und Yiewsley und mündet am westlichen Rand von West Drayton wieder in den River Colne.
Der Ursprung des Fray’s River ist umstritten. Es gibt Theorien, die ihn als natürlichen Fluss sehen, der entstand als ein Baum den Hauptarm blockierte und das Wasser sich einen neuen Weg suchte. Es wird auch für möglich gehalten, dass er als Zufluss des River Colne natürlichen Ursprungs ist. Als am wahrscheinlichsten gilt, dass er durch menschliche Eingriffe ausgebaut wurde.
Der River Pinn mündet bei Yiewsley in den Fray’s River.
Beim Namensgeber des Wasserlaufs handelt es sich um John Fray, der im 15. Jahrhundert Lord Chancellor of the Exchequer war und weitgestreuten Grundbesitz hatte und für die Schifffahrt auf dem River Lea verantwortlich war.
Am Fray’s River gab es 1641 mindestens fünf Wassermühlen. Die letzte Mühle wurde nach dem Zweiten Weltkrieg geschlossen.